# Ключарьово (Рузаєвський район)
Ключарьо́во (рос. Ключарёво, ерз. Ключарево) — село у складі Рузаєвського району Мордовії, Росія. Входить до складу Сузгар'євського сільського поселення.

## Населення
Населення — 418 осіб (2010; 396 у 2002).
Національний склад (станом на 2002 рік):
- росіяни — 78 %